# Déjà-vu
Déjà-vu [deʒavy] (franc.: već viđeno) ili déjà-vécu [deʒaveky] (franc.: već doživljeno), iluzija sjećanja u kojoj se sasvim novo iskustvo trenutačno doživljava kao poznato, već viđeno i doživljeno. Termin je stvorio francuski filozof, parapsiholog i promotor esperanta Emile Boirac.

## Uzroci
Javlja se kod zdravih ljudi ponekad spontano ili u stanju iscrpljenosti ili kod otrovanih (osobito neurotoksinima kao alkoholom ili halucinogenim drogama). Može biti posljedica neuroze, psihoze ili organskog poremećaja mozga, osobito temporalnog režnja.
Doživljaj je izuzetno teško provocirati, te i istraživati u laboratorijskim uvjetima. Trenutačna istraživanja prvenstveno se fokusiraju na studije anomalija pamćenja, s obzirom na to da je fenomen "već viđenog" vrlo izvjesno rezultat preklapanja neuroloških sustava za kratkotrajno i za dugotrajno pamćenje. S druge strane, moguće je da isti provociraju i izvjesni lijekovi, no o istome još uvijek ne postoji dovoljan broj istraživanja. 

## Teorije
Dugo vremena ovaj se jeziv osjet pripisivao svačemu, od paranormalnih smetnji do neuroloških poremećaja. Međutim, posljednjih godina, kako se sve više znanstvenika počelo baviti tim fenomenom, proširile su se brojne teorije o déjà vu-u koje sugeriraju da se ne radi samo o zastoju u memorijskom sustavu našeg mozga. Izvještaj psihologice s Colorado State University, Anne M. Cleary, objavljen u Current Directions in Psychological Science, časopisu Društva psihološke znanosti, opisuje otkrića o déjà vu-u, uključujući brojne sličnosti između déjà vu-a i našeg shvaćanja ljudskog pamćenja prepoznavanjem.
Pamćenje prepoznavanjem tip je pamćenja koji nam omogućava da shvatimo kako smo ono što trenutno doživljavamo već bili doživjeli prije, kao primjerice kad prepoznamo prijatelja na ulici ili čujemo poznatu pjesmu na radiju. Mozak fluktuira između dva različita tipa pamćenja prepoznavanjem: prisjećanja i upoznatosti. Prepoznavanje temeljeno na prisjećanju događa se kad možemo točno odrediti slučaj kad se trenutna situacija već dogodila u prošlosti. S druge strane, kod prepoznavanja temeljenog na upoznatosti, događa se da nam se naša trenutna situacija čini poznata, no ne sjećamo se kad se točno dogodila u prošlosti. Primjerice, vidimo poznatog čovjeka u trgovini, no jednostavno se ne možemo sjetiti odakle ga znamo. Za déjà vu se vjeruje da je primjer prepoznavanja temeljenog na upoznatosti – tijekom déjà vu-ja uvjereni smo da prepoznajemo situaciju, no nismo sigurni zašto.